# Марой Мезьєн
Марой (Марва) аль-Мезьєн (араб. مروى مزياني.; нар. 28 жовтня 1988, Туніс, вілаєт Туніс) — туніська борчиня вільного стилю, чотириразова чемпіонка, дворазова срібна та чотириразова бронзова призерка чемпіонатів Африки, бронзова призерка Африканських ігор, дворазова чемпіонка Середземноморських чемпіонатів, бронзова призерка Середземноморських ігор, чемпіонка Арабського чемпіонату, учасниця Олімпійських ігор.

## Життєпис
Боротьбою почала займатися з 2006 року.
Виступала за спортивний клуб «MAC» Туніс. Тренер — Мохамед Алі Бузаєн (з 2016).

## Спортивні результати на міжнародних змаганнях

### Виступи на Олімпіадах
| Змагання                    | Збірна | Вагова категорія          | Місце |
| --------------------------- | ------ | ------------------------- | ----- |
| Літні Олімпійські ігри 2012 | Туніс  | жіноча боротьба, до 48 кг | 14    |

### Виступи на Чемпіонатах світу
| Змагання                        | Збірна | Вагова категорія          | Місце |
| ------------------------------- | ------ | ------------------------- | ----- |
| Чемпіонат світу з боротьби 2010 | Туніс  | жіноча боротьба, до 48 кг | 12    |
| Чемпіонат світу з боротьби 2011 | Туніс  | жіноча боротьба, до 48 кг | 14    |
| Чемпіонат світу з боротьби 2017 | Туніс  | жіноча боротьба, до 53 кг | 20    |

### Виступи на Чемпіонатах Африки
| Змагання                         | Збірна | Вагова категорія          | Місце  |
| -------------------------------- | ------ | ------------------------- | ------ |
| Чемпіонат Африки з боротьби 2009 | Туніс  | жіноча боротьба, до 51 кг | Бронза |
| Чемпіонат Африки з боротьби 2010 | Туніс  | жіноча боротьба, до 48 кг | Золото |
| Чемпіонат Африки з боротьби 2011 | Туніс  | жіноча боротьба, до 48 кг | Бронза |
| Чемпіонат Африки з боротьби 2012 | Туніс  | жіноча боротьба, до 48 кг | Бронза |
| Чемпіонат Африки з боротьби 2013 | Туніс  | жіноча боротьба, до 48 кг | Золото |
| Чемпіонат Африки з боротьби 2014 | Туніс  | жіноча боротьба, до 48 кг | Золото |
| Чемпіонат Африки з боротьби 2015 | Туніс  | жіноча боротьба, до 48 кг | Срібло |
| Чемпіонат Африки з боротьби 2016 | Туніс  | жіноча боротьба, до 53 кг | Бронза |
| Чемпіонат Африки з боротьби 2017 | Туніс  | жіноча боротьба, до 53 кг | Золото |
| Чемпіонат Африки з боротьби 2018 | Туніс  | жіноча боротьба, до 53 кг | Срібло |

### Виступи на Африканських іграх
| Змагання              | Збірна | Вагова категорія          | Місце  |
| --------------------- | ------ | ------------------------- | ------ |
| Африканські ігри 2015 | Туніс  | жіноча боротьба, до 48 кг | Бронза |

### Виступи на Середземноморських чемпіонатах
| Змагання                                     | Збірна | Вагова категорія          | Місце  |
| -------------------------------------------- | ------ | ------------------------- | ------ |
| Середземноморський чемпіонат з боротьби 2012 | Туніс  | жіноча боротьба, до 48 кг | Золото |
| Середземноморський чемпіонат з боротьби 2018 | Туніс  | жіноча боротьба, до 53 кг | Золото |

### Виступи на Середземноморських іграх
| Змагання                    | Збірна | Вагова категорія          | Місце  |
| --------------------------- | ------ | ------------------------- | ------ |
| Середземноморські ігри 2013 | Туніс  | жіноча боротьба, до 48 кг | Бронза |

### Виступи на Арабських чемпіонатах
| Змагання                            | Збірна | Вагова категорія          | Місце  |
| ----------------------------------- | ------ | ------------------------- | ------ |
| Арабський чемпіонат з боротьби 2010 | Туніс  | жіноча боротьба, до 48 кг | Золото |

### Виступи на інших змаганнях
| Змагання                                                       | Збірна | Вагова категорія          | Місце  |
| -------------------------------------------------------------- | ------ | ------------------------- | ------ |
| Турнір Дана Колова — Николи Петрова 2011                       | Туніс  | жіноча боротьба, до 48 кг | Бронза |
| Олімпійський кваліфікаційний турнір з боротьби 2012 (Марракеш) | Туніс  | жіноча боротьба, до 48 кг | Срібло |
| Austrian Ladies Open 2012                                      | Туніс  | жіноча боротьба, до 48 кг | Бронза |
| Відкритий чемпіонат Польщі з боротьби 2012                     | Туніс  | жіноча боротьба, до 48 кг | 14     |
| Гран-прі Іспанії з боротьби 2012                               | Туніс  | жіноча боротьба, до 48 кг | 9      |
| Klippan Lady Open 2015                                         | Туніс  | жіноча боротьба, до 53 кг | 19     |
| Турнір Дана Колова — Николи Петрова 2015                       | Туніс  | жіноча боротьба, до 48 кг | 5      |
| Klippan Lady Open 2016                                         | Туніс  | жіноча боротьба, до 53 кг | 9      |
| Олімпійський кваліфікаційний турнір з боротьби 2016 (Алжир)    | Туніс  | жіноча боротьба, до 53 кг | Бронза |
| Олімпійський кваліфікаційний турнір з боротьби 2016 (Стамбул)  | Туніс  | жіноча боротьба, до 53 кг | 24     |
| Київський Міжнародний турнір з боротьби 2017                   | Туніс  | жіноча боротьба, до 53 кг | 10     |
| Турнір Дана Колова — Николи Петрова 2017                       | Туніс  | жіноча боротьба, до 53 кг | 11     |
| Pro Wrestling League 2018                                      | Туніс  | команда                   | 6      |